# 恋華大乱
「恋華大乱」（れんかたいらん）は、奥井雅美の通算42作目のシングル。2010年4月21日にポニーキャニオンより発売された。

## 背景
- 奥井の作品としては唯一、ポニーキャニオンからリリースされ、表題曲の「恋華大乱」は、テレビアニメ『真・恋姫†無双 〜乙女大乱〜』のオープニングテーマとして使用された。
- 初回限定のみ、ディスクジャケットと同じデザインのステッカーが封入されている[4]。

## ディスクジャケット
- ジャケットには、劉備、関羽、張飛、董卓、曹操、孫策のイラストがプリントされている。

## 収録曲
| #         | タイトル                     | 作詞      | 作曲      | 編曲      | 時間  |
| --------- | ---------------------------- | --------- | --------- | --------- | ----- |
| 1.        | 「恋華大乱」                 | 瀬名恵    | しほり    | 藤澤健至  | 3:51  |
| 2.        | 「下弦の月」                 | 奥井雅美  | 水谷広実  | 水谷広実  | 4:59  |
| 3.        | 「恋華大乱」(off vocal ver.) |           |           |           | 3:51  |
| 4.        | 「下弦の月」(off vocal ver.) |           |           |           | 4:57  |
| 合計時間: | 合計時間:                    | 合計時間: | 合計時間: | 合計時間: | 17:38 |

## メディアでの使用
| # | 曲名         | タイアップ                                                   | 出典  |
| - | ------------ | ------------------------------------------------------------ | ----- |
| 1 | 「恋華大乱」 | テレビアニメ『真・恋姫†無双 〜乙女大乱〜』オープニングテーマ | [ 6 ] |